# Bonanza (Oregón)
Bonanza es una ciudad ubicada en el condado de Klamath en el estado estadounidense de Oregón. En el año 2000 tenía una población de 415 habitantes y una densidad poblacional de 193 personas por km².

## Geografía
Bonanza se encuentra ubicada en las coordenadas 42°11′58″N 121°24′17″O / 42.19944, -121.40472.

## Demografía
Según la Oficina del Censo en 2000 los ingresos medios por hogar en la localidad eran de $31,944 y los ingresos medios por familia eran $36,786. Los hombres tenían unos ingresos medios de $21,979 frente a los $18,750 para las mujeres. La renta per cápita para la localidad era de $10,213. Alrededor del 16.8% de la población estaban por debajo del umbral de pobreza.